# Doppelsöldner
Os Doppelsöldner (mercenário duplo) eram Lansquenetes do Séc. XVI que ficavam na frente das linhas militares, tendo assim mais risco e recebendo um pagamento duplo. Apenas um em cada quatro Lansquenetes se tornavam Doppelsöldner. Apenas uma pequena parte usava armas de fogo (mosquetes, na época) já que, como ficavam na linha de frente tinham que estar prontos para o ataque corpo-a-corpo.
Os Doppelsöldners usavam uma espada maciça chamada Zweihänder, que permitiu aos Doppelsöldners romper a linha dos piqueiros (quase sempre piqueiros suiços) como uma espada e proteger-se da cavalaria como uma lança.
Os Doppelsöldners aparecem no jogo Age of Empires 3 como um soldado anti-cavalaria.
Os Doppelsöldners também aparecem como uma classe que usa espadas de duas mãos no jogo de MMORPG chamado Tree of Savior.